# رينيل الشرقية
رينيل الشرقية هو الجزء الجنوبي من مقاطعة رينيل وبيلونا في جزر سليمان، وقد اعتمدتها منظمة اليونسكو كموقع تراث عالمي. عام 2013، أضافت لجنة التراث العالمي رينيل الشرقية إلى قائمة مواقع التراث العالمي المعرضة للخطر بسبب التهديد الذي تعرض له هذا الموقع ذو القيمة العالمية الاستثنائية جرّاء قطع الأشجار
رينيل هل أكبر جزيرة لتربية المرجان في العالم، والمنطقة المحيطة ببحيرة تيغانو تحوي العديد من الأنواع المستوطنة.

## معرض صور

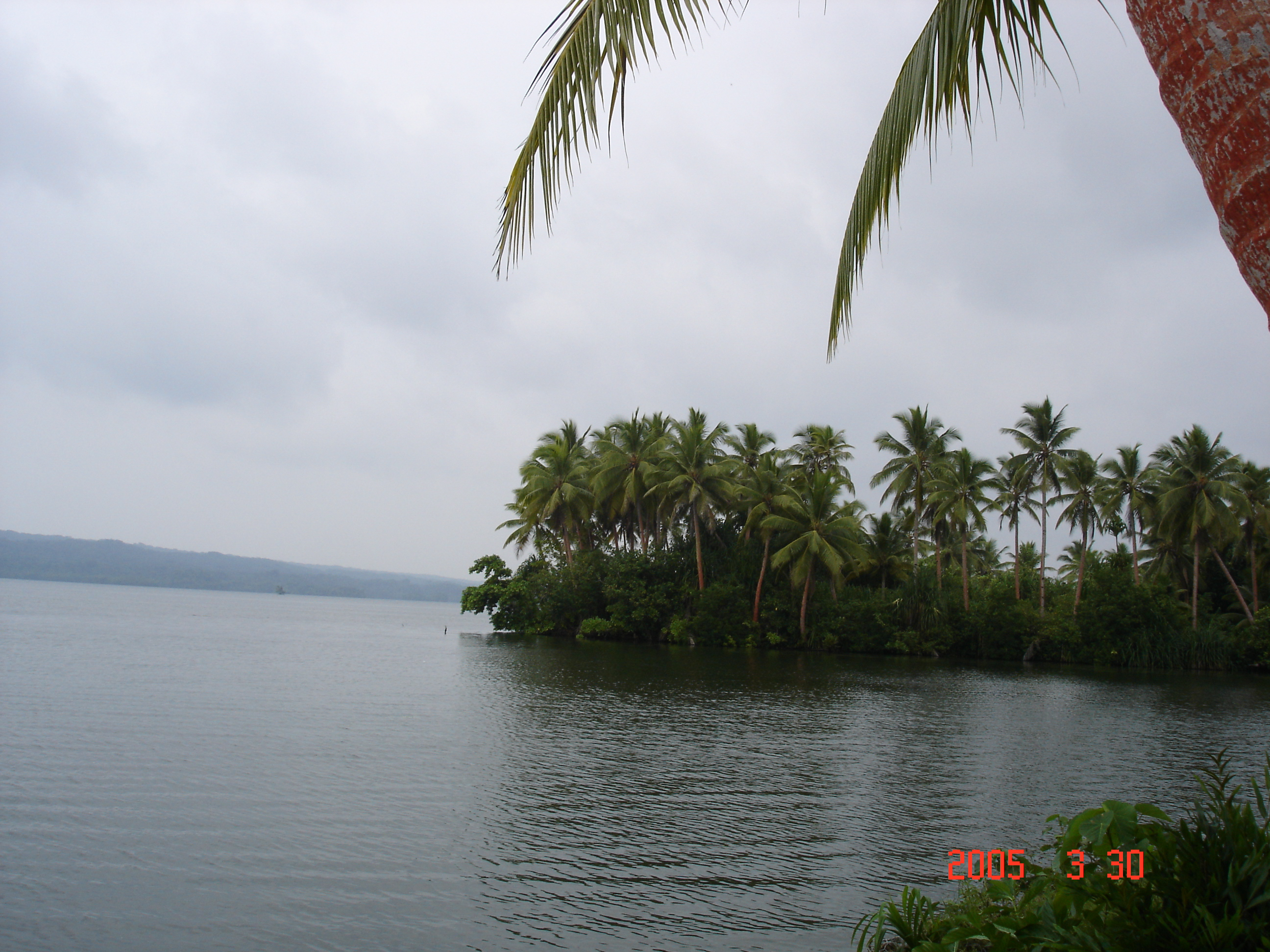
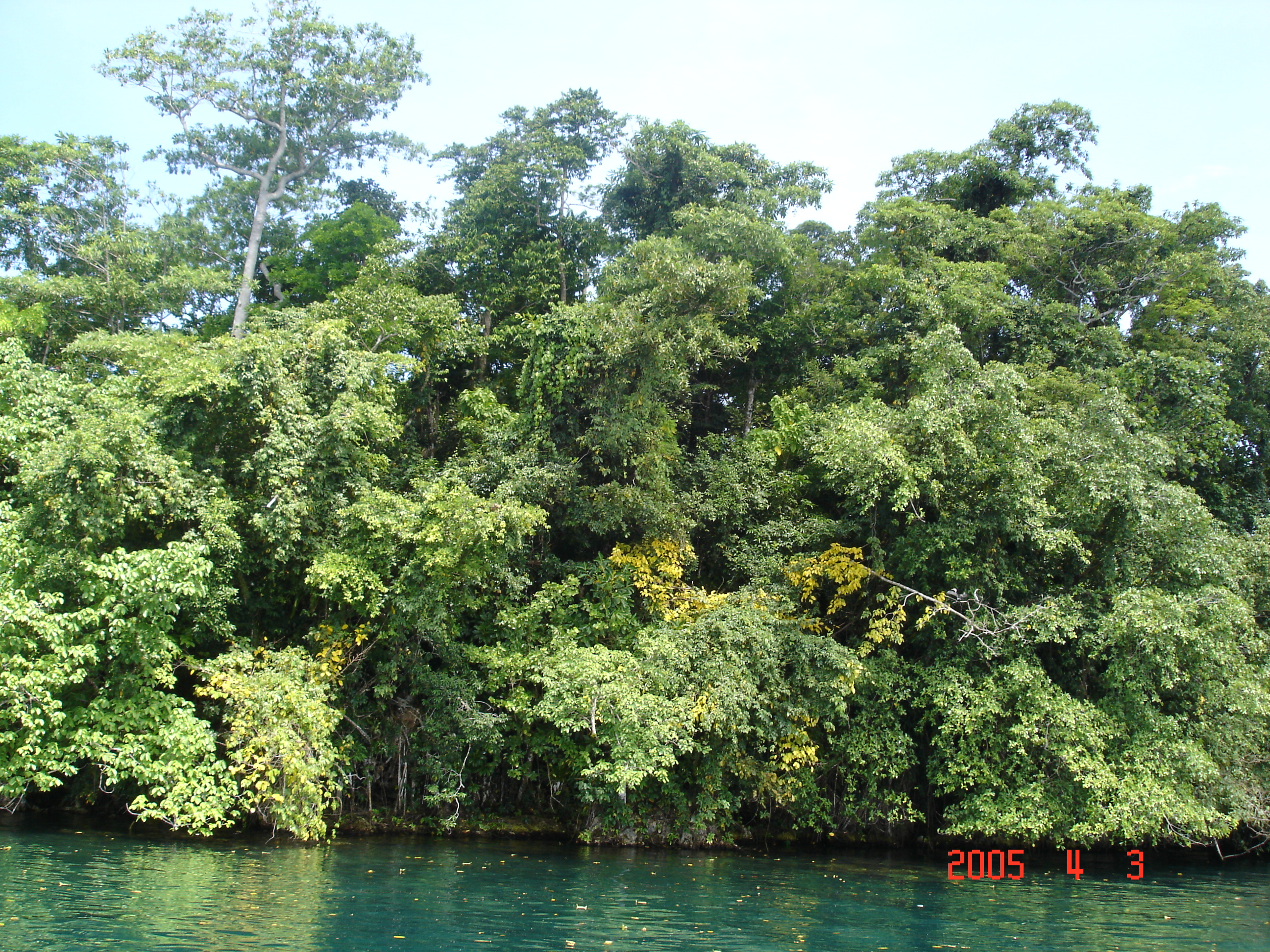
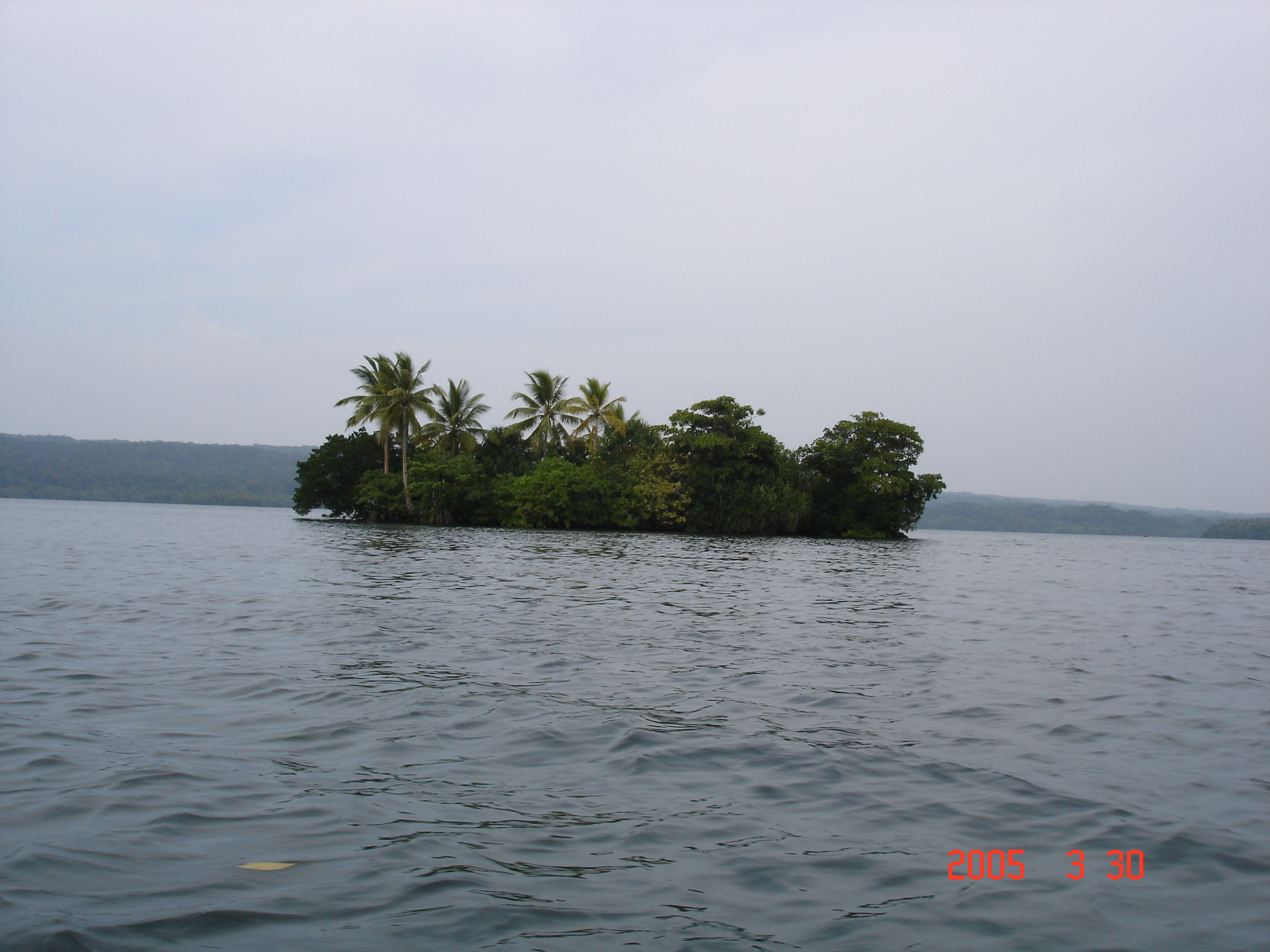
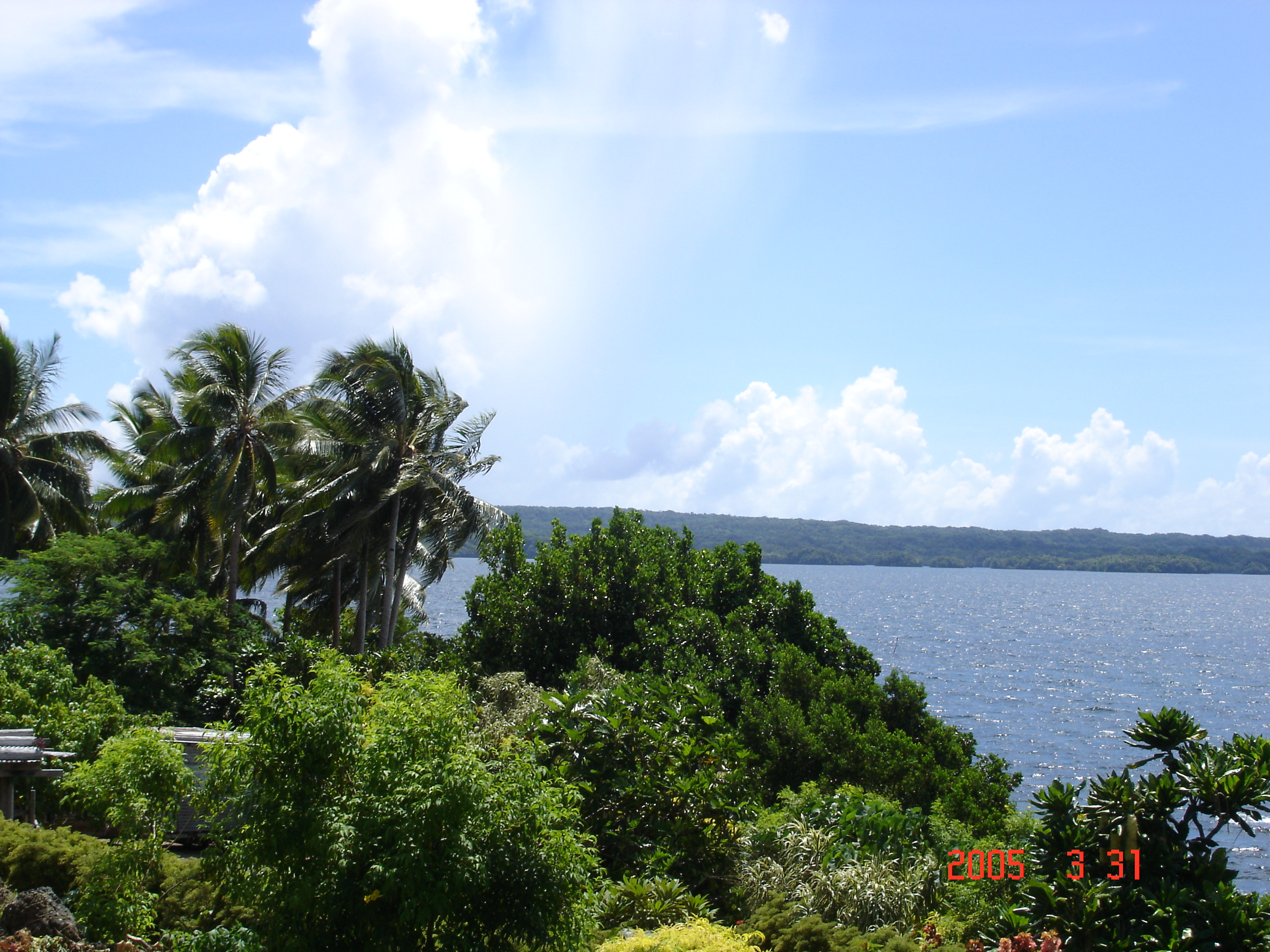
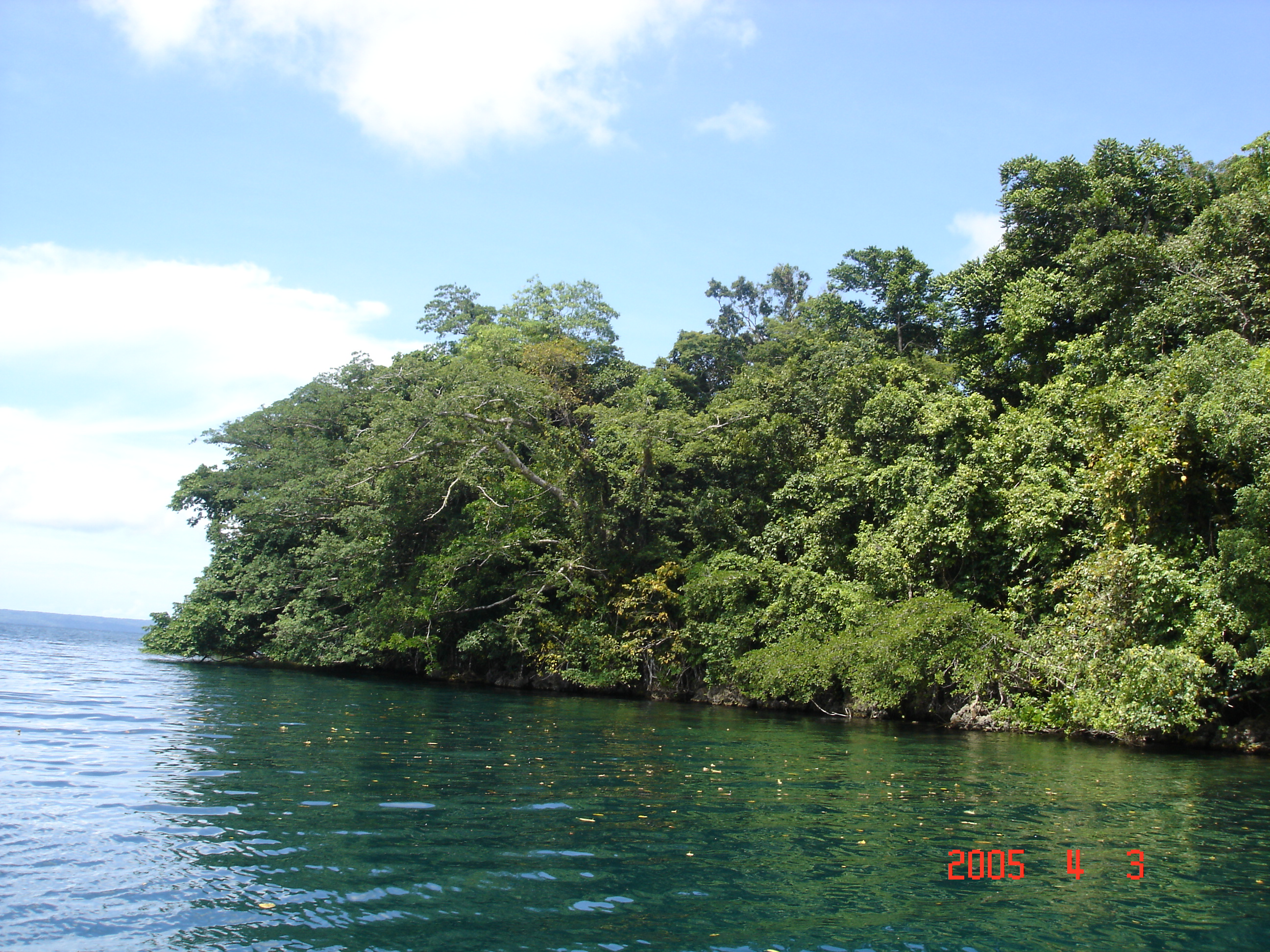

- 1=إيست رينيل
- 1=إيست رينيل
- 1=إيست رينيل
- 1=إيست رينيل
- 1=إيست رينيل

## روابط خارجية
- جزيرة رينيل الشرقية في موقع اليونسكو